# Eleições parlamentares europeias de 2019 no distrito de Leiria
| Eleições parlamentares europeias de 2019 Distritos: Aveiro \| Beja \| Braga \| Bragança \| Castelo Branco \| Coimbra \| Évora \| Faro \| Guarda \| Leiria \| Lisboa \| Portalegre \| Porto \| Santarém \| Setúbal \| Viana do Castelo \| Vila Real \| Viseu \| Açores \| Madeira \| Estrangeiro |

## Resultados por concelho
Os resultados nos concelhos do Distrito de Leiria foram os seguintes:

### Alcobaça
| Partido                 | Partido                        | Votos  | %               | +/-  |
| ----------------------- | ------------------------------ | ------ | --------------- | ---- |
|                         | Partido Socialista             | 5 034  | 28,41 / 100,00  | 2,74 |
|                         | Partido Social Democrata       | 4 997  | 28,20 / 100,00  | -    |
|                         | CDS – Partido Popular          | 1 435  | 8,10 / 100,00   | -    |
|                         | Bloco de Esquerda              | 1 413  | 7,97 / 100,00   | 4,53 |
|                         | Pessoas–Animais–Natureza       | 763    | 4,31 / 100,00   | 2,89 |
|                         | Coligação Democrática Unitária | 732    | 4,13 / 100,00   | 3,37 |
|                         | Aliança                        | 343    | 1,94 / 100,00   | Novo |
|                         | Basta!                         | 293    | 1,65 / 100,00   | 0,74 |
|                         | LIVRE                          | 246    | 1,39 / 100,00   | 0,76 |
|                         | Outros (com menos de 1,00%)    | 693    | 3,91 / 100,00   |      |
| Votos Inválidos         | Votos Inválidos                | 1 772  | 10,00 / 100,00  | 0,70 |
| Total                   | Total                          | 17 721 | 100,00 / 100,00 |      |
| Eleitorado/Participação | Eleitorado/Participação        | 48 754 | 36,35 / 100,00  | 1,24 |

| Freguesia              | %     | %     | %     | %    | %    | %    | %    | %    | %    | Votantes |
| Freguesia              | PS    | PSD   | CDS   | BE   | PAN  | CDU  | A    | B!   | L    | Votantes |
| ---------------------- | ----- | ----- | ----- | ---- | ---- | ---- | ---- | ---- | ---- | -------- |
| Alcobaça e Vestiaria   | 29,52 | 21,63 | 9,88  | 9,22 | 4,70 | 7,49 | 2,88 | 1,42 | 1,29 | 2 256    |
| Alfeizerão             | 31,13 | 31,54 | 7,45  | 7,14 | 4,45 | 1,65 | 2,17 | 1,55 | 1,14 | 967      |
| Aljubarrota            | 29,98 | 24,00 | 6,85  | 9,62 | 4,63 | 4,26 | 1,42 | 0,86 | 1,42 | 1 621    |
| Bárrio                 | 40,26 | 21,86 | 6,56  | 6,92 | 3,46 | 6,74 | 0,91 | 1,28 | 1,64 | 549      |
| Benedita               | 17,98 | 34,54 | 10,29 | 8,14 | 4,81 | 1,95 | 2,31 | 2,72 | 1,60 | 3 121    |
| Cela                   | 30,60 | 30,60 | 5,46  | 8,42 | 3,72 | 3,93 | 1,86 | 0,98 | 1,31 | 915      |
| Cós, Alpedriz e Montes | 41,51 | 17,28 | 4,29  | 8,90 | 3,37 | 5,21 | 1,84 | 1,12 | 1,33 | 978      |
| Évora de Alcobaça      | 26,97 | 35,14 | 9,55  | 4,81 | 3,37 | 2,37 | 1,69 | 1,37 | 1,37 | 1 602    |
| Maiorga                | 45,50 | 12,32 | 3,63  | 9,16 | 4,27 | 8,21 | 1,74 | 1,26 | 1,58 | 633      |
| Pataias e Martingança  | 38,37 | 19,23 | 3,74  | 9,59 | 4,51 | 6,19 | 1,53 | 1,29 | 1,39 | 2 085    |
| São Martinho do Porto  | 30,46 | 24,46 | 8,51  | 8,51 | 6,24 | 4,08 | 2,28 | 2,76 | 0,84 | 834      |
| Turquel                | 16,61 | 39,07 | 11,84 | 6,13 | 4,29 | 1,77 | 1,84 | 1,77 | 1,36 | 1 469    |
| Vimeiro                | 13,75 | 50,36 | 11,72 | 4,05 | 1,88 | 2,03 | 0,87 | 2,03 | 1,59 | 691      |
| Alcobaça               | 28,41 | 28,20 | 8,10  | 7,97 | 4,31 | 4,13 | 1,94 | 1,65 | 1,39 | 17 721   |

### Alvaiázere
| Partido                 | Partido                        | Votos | %               | +/-  |
| ----------------------- | ------------------------------ | ----- | --------------- | ---- |
|                         | Partido Social Democrata       | 989   | 46,96 / 100,00  | -    |
|                         | Partido Socialista             | 407   | 19,33 / 100,00  | 2,00 |
|                         | CDS – Partido Popular          | 216   | 10,26 / 100,00  | -    |
|                         | Bloco de Esquerda              | 95    | 4,51 / 100,00   | 2,49 |
|                         | Pessoas–Animais–Natureza       | 55    | 2,61 / 100,00   | 2,08 |
|                         | Basta!                         | 52    | 2,47 / 100,00   | 1,87 |
|                         | Aliança                        | 28    | 1,33 / 100,00   | Novo |
|                         | Coligação Democrática Unitária | 22    | 1,04 / 100,00   | 0,94 |
|                         | Outros (com menos de 1,00%)    | 73    | 3,46 / 100,00   |      |
| Votos Inválidos         | Votos Inválidos                | 169   | 8,02 / 100,00   | 0,58 |
| Total                   | Total                          | 2 106 | 100,00 / 100,00 |      |
| Eleitorado/Participação | Eleitorado/Participação        | 6 119 | 34,42 / 100,00  | 1,51 |

| Freguesia           | %     | %     | %     | %    | %    | %    | %    | %    | Votantes |
| Freguesia           | PSD   | PS    | CDS   | BE   | PAN  | B!   | A    | CDU  | Votantes |
| ------------------- | ----- | ----- | ----- | ---- | ---- | ---- | ---- | ---- | -------- |
| Almoster            | 46,26 | 26,43 | 10,57 | 2,64 | 2,20 | 0,88 | 0,88 | 0,44 | 227      |
| Alvaiázere          | 37,44 | 21,37 | 13,33 | 6,15 | 3,25 | 3,42 | 1,54 | 1,20 | 585      |
| Maçãs de Dona Maria | 50,80 | 17,35 | 10,44 | 3,72 | 2,30 | 1,24 | 2,30 | 0,88 | 565      |
| Pelmá               | 59,19 | 13,90 | 7,62  | 1,79 | 2,24 | 3,14 | 0    | 0,45 | 223      |
| Pussos São Pedro    | 48,62 | 18,38 | 7,51  | 5,53 | 2,57 | 3,16 | 0,79 | 1,58 | 506      |
| Alvaiázere          | 46,96 | 19,33 | 10,26 | 4,51 | 2,61 | 2,47 | 1,33 | 1,04 | 2 106    |

### Ansião
| Partido                 | Partido                        | Votos  | %               | +/-  |
| ----------------------- | ------------------------------ | ------ | --------------- | ---- |
|                         | Partido Social Democrata       | 1 619  | 38,77 / 100,00  | -    |
|                         | Partido Socialista             | 1 249  | 29,91 / 100,00  | 5,31 |
|                         | Bloco de Esquerda              | 272    | 6,51 / 100,00   | 4,69 |
|                         | CDS – Partido Popular          | 178    | 4,26 / 100,00   | -    |
|                         | Pessoas–Animais–Natureza       | 113    | 2,71 / 100,00   | 1,49 |
|                         | Coligação Democrática Unitária | 83     | 1,99 / 100,00   | 2,22 |
|                         | Aliança                        | 73     | 1,75 / 100,00   | Novo |
|                         | Basta!                         | 60     | 1,44 / 100,00   | 0,61 |
|                         | LIVRE                          | 50     | 1,20 / 100,00   | 0,19 |
|                         | Outros (com menos de 1,00%)    | 145    | 3,48 / 100,00   |      |
| Votos Inválidos         | Votos Inválidos                | 334    | 8,00 / 100,00   | 0,44 |
| Total                   | Total                          | 4 176  | 100,00 / 100,00 |      |
| Eleitorado/Participação | Eleitorado/Participação        | 11 379 | 36,70 / 100,00  | 2,74 |

| Freguesia          | %     | %     | %    | %    | %    | %    | %    | %    | %    | Votantes |
| Freguesia          | PSD   | PS    | BE   | CDS  | PAN  | CDU  | A    | B!   | L    | Votantes |
| ------------------ | ----- | ----- | ---- | ---- | ---- | ---- | ---- | ---- | ---- | -------- |
| Alvorge            | 42,61 | 34,94 | 2,27 | 4,26 | 1,42 | 1,14 | 1,42 | 1,42 | 1,14 | 352      |
| Ansião             | 30,29 | 32,67 | 9,38 | 4,77 | 2,96 | 2,80 | 2,14 | 1,40 | 1,48 | 1 215    |
| Avelar             | 31,29 | 31,29 | 9,82 | 3,83 | 4,29 | 2,76 | 1,84 | 2,61 | 1,23 | 652      |
| Chão de Couce      | 42,25 | 28,27 | 4,26 | 4,56 | 2,28 | 1,82 | 1,82 | 1,37 | 1,52 | 658      |
| Pousaflores        | 38,38 | 31,37 | 6,16 | 5,88 | 1,12 | 0,56 | 1,68 | 0,56 | 0,84 | 357      |
| Santiago da Guarda | 51,17 | 24,10 | 3,82 | 3,08 | 2,65 | 1,38 | 1,27 | 1,06 | 0,74 | 942      |
| Ansião             | 38,77 | 29,91 | 6,51 | 4,26 | 2,71 | 1,99 | 1,75 | 1,44 | 1,20 | 4 176    |

### Batalha
| Partido                 | Partido                        | Votos  | %               | +/-  |
| ----------------------- | ------------------------------ | ------ | --------------- | ---- |
|                         | Partido Social Democrata       | 1 850  | 34,01 / 100,00  | -    |
|                         | Partido Socialista             | 1 119  | 20,57 / 100,00  | 3,46 |
|                         | CDS – Partido Popular          | 535    | 9,83 / 100,00   | -    |
|                         | Bloco de Esquerda              | 392    | 7,21 / 100,00   | 3,21 |
|                         | Pessoas–Animais–Natureza       | 223    | 4,10 / 100,00   | 2,67 |
|                         | Aliança                        | 118    | 2,17 / 100,00   | Novo |
|                         | LIVRE                          | 93     | 1,71 / 100,00   | 0,09 |
|                         | Basta!                         | 90     | 1,65 / 100,00   | 0,90 |
|                         | Coligação Democrática Unitária | 88     | 1,62 / 100,00   | 2,47 |
|                         | Nós, Cidadãos!                 | 61     | 1,12 / 100,00   | Novo |
|                         | Outros (com menos de 1,00%)    | 198    | 3,63 / 100,00   |      |
| Votos Inválidos         | Votos Inválidos                | 673    | 12,37 / 100,00  | 0,44 |
| Total                   | Total                          | 5 440  | 100,00 / 100,00 |      |
| Eleitorado/Participação | Eleitorado/Participação        | 13 980 | 38,91 / 100,00  | 2,10 |

| Freguesia         | %     | %     | %     | %    | %    | %    | %    | %    | %    | %    | Votantes |
| Freguesia         | PSD   | PS    | CDS   | BE   | PAN  | A    | L    | B!   | CDU  | NC!  | Votantes |
| ----------------- | ----- | ----- | ----- | ---- | ---- | ---- | ---- | ---- | ---- | ---- | -------- |
| Batalha           | 28,18 | 22,52 | 9,68  | 9,39 | 3,92 | 2,39 | 2,29 | 1,63 | 2,10 | 1,45 | 2 757    |
| Golpilheira       | 34,59 | 21,86 | 8,60  | 6,63 | 5,38 | 2,15 | 1,61 | 2,69 | 1,61 | 1,08 | 558      |
| Reguengo do Fetal | 29,45 | 26,10 | 8,97  | 7,90 | 4,42 | 2,28 | 0,80 | 2,28 | 1,34 | 0,27 | 747      |
| São Mamede        | 47,90 | 13,13 | 11,10 | 2,69 | 3,77 | 1,67 | 1,09 | 0,94 | 0,80 | 0,94 | 1 378    |
| Batalha           | 34,01 | 20,57 | 9,83  | 7,21 | 4,10 | 2,17 | 1,71 | 1,65 | 1,62 | 1,12 | 5 440    |

### Bombarral
| Partido                 | Partido                        | Votos  | %               | +/-  |
| ----------------------- | ------------------------------ | ------ | --------------- | ---- |
|                         | Partido Socialista             | 1 247  | 32,09 / 100,00  | 6,02 |
|                         | Partido Social Democrata       | 798    | 20,54 / 100,00  | -    |
|                         | Bloco de Esquerda              | 355    | 9,14 / 100,00   | 6,04 |
|                         | CDS – Partido Popular          | 341    | 8,78 / 100,00   | -    |
|                         | Coligação Democrática Unitária | 277    | 7,13 / 100,00   | 7,71 |
|                         | Pessoas–Animais–Natureza       | 179    | 4,61 / 100,00   | 2,94 |
|                         | Basta!                         | 75     | 1,93 / 100,00   | 0,88 |
|                         | Aliança                        | 64     | 1,65 / 100,00   | Novo |
|                         | LIVRE                          | 64     | 1,65 / 100,00   | 0,32 |
|                         | Nós, Cidadãos!                 | 45     | 1,16 / 100,00   | Novo |
|                         | Outros (com menos de 1,00%)    | 116    | 2,99 / 100,00   |      |
| Votos Inválidos         | Votos Inválidos                | 325    | 8,37 / 100,00   | 1,18 |
| Total                   | Total                          | 3 886  | 100,00 / 100,00 |      |
| Eleitorado/Participação | Eleitorado/Participação        | 11 037 | 35,21 / 100,00  | 3,76 |

| Freguesia             | %     | %     | %     | %     | %     | %    | %    | %    | %    | %    | Votantes |
| Freguesia             | PS    | PSD   | BE    | CDS   | CDU   | PAN  | B!   | A    | L    | NC!  | Votantes |
| --------------------- | ----- | ----- | ----- | ----- | ----- | ---- | ---- | ---- | ---- | ---- | -------- |
| Bombarral e Vale Covo | 32,23 | 18,47 | 11,52 | 7,68  | 7,39  | 4,72 | 2,04 | 1,65 | 1,80 | 1,80 | 2 057    |
| Carvalhal             | 34,21 | 23,60 | 8,34  | 8,82  | 4,41  | 3,93 | 2,15 | 1,55 | 1,43 | 0,60 | 839      |
| Pó                    | 32,79 | 30,33 | 2,87  | 9,02  | 4,10  | 4,42 | 1,64 | 1,23 | 1,23 | 0    | 244      |
| Roliça                | 29,09 | 19,57 | 5,50  | 11,66 | 10,46 | 4,96 | 1,47 | 1,88 | 1,61 | 0,40 | 746      |
| Bombarral             | 32,09 | 20,54 | 9,14  | 8,78  | 7,13  | 4,61 | 1,93 | 1,65 | 1,65 | 1,16 | 3 886    |

### Caldas da Rainha
| Partido                 | Partido                        | Votos  | %               | +/-  |
| ----------------------- | ------------------------------ | ------ | --------------- | ---- |
|                         | Partido Socialista             | 4 316  | 27,76 / 100,00  | 2,14 |
|                         | Partido Social Democrata       | 3 943  | 25,36 / 100,00  | -    |
|                         | Bloco de Esquerda              | 1 731  | 11,13 / 100,00  | 6,65 |
|                         | CDS – Partido Popular          | 1 188  | 7,64 / 100,00   | -    |
|                         | Pessoas–Animais–Natureza       | 853    | 5,49 / 100,00   | 3,59 |
|                         | Coligação Democrática Unitária | 667    | 4,29 / 100,00   | 4,28 |
|                         | Aliança                        | 365    | 2,35 / 100,00   | Novo |
|                         | LIVRE                          | 328    | 2,11 / 100,00   | 0,63 |
|                         | Nós, Cidadãos!                 | 249    | 1,60 / 100,00   | Novo |
|                         | Basta!                         | 226    | 1,45 / 100,00   | 0,51 |
|                         | Outros (com menos de 1,00%)    | 445    | 2,86 / 100,00   |      |
| Votos Inválidos         | Votos Inválidos                | 1 239  | 7,96 / 100,00   | 0,83 |
| Total                   | Total                          | 15 550 | 100,00 / 100,00 |      |
| Eleitorado/Participação | Eleitorado/Participação        | 45 567 | 34,13 / 100,00  | 1,71 |

| Freguesia                                        | %     | %     | %     | %     | %    | %    | %    | %    | %    | %    | Votantes |
| Freguesia                                        | PS    | PSD   | BE    | CDS   | PAN  | CDU  | A    | L    | NC!  | B!   | Votantes |
| ------------------------------------------------ | ----- | ----- | ----- | ----- | ---- | ---- | ---- | ---- | ---- | ---- | -------- |
| A dos Francos                                    | 26,86 | 38,10 | 5,71  | 6,67  | 3,05 | 3,43 | 1,52 | 0,57 | 0,76 | 1,14 | 525      |
| Alvorninha                                       | 29,07 | 39,27 | 6,10  | 5,74  | 3,52 | 1,99 | 2,23 | 1,52 | 0,35 | 1,17 | 853      |
| Caldas da Rainha - Santo Onofre e Serra do Bouro | 31,70 | 17,77 | 13,40 | 5,46  | 6,03 | 6,59 | 2,39 | 2,20 | 2,04 | 1,95 | 3 186    |
| Carvalhal Benfeito                               | 17,40 | 49,17 | 2,76  | 10,77 | 3,04 | 1,10 | 2,21 | 1,66 | 1,10 | 1,38 | 362      |
| Foz do Arelho                                    | 27,75 | 24,31 | 13,30 | 10,32 | 5,05 | 3,67 | 0,92 | 1,83 | 1,15 | 0,69 | 436      |
| Landal                                           | 23,23 | 40,65 | 4,52  | 7,10  | 4,19 | 0,65 | 0,97 | 0,65 | 0,65 | 2,26 | 310      |
| Nadadouro                                        | 21,47 | 26,69 | 13,04 | 9,05  | 6,60 | 3,22 | 1,99 | 1,53 | 1,84 | 0,92 | 652      |
| Nossa Senhora do Pópulo, Coto e São Gregório     | 27,34 | 22,24 | 12,59 | 8,14  | 6,35 | 4,52 | 2,97 | 2,56 | 1,93 | 1,59 | 5 860    |
| Salir de Matos                                   | 29,93 | 28,32 | 8,19  | 8,32  | 4,43 | 3,62 | 1,74 | 1,34 | 0,81 | 1,48 | 745      |
| Santa Catarina                                   | 18,29 | 36,15 | 6,27  | 13,69 | 3,55 | 1,88 | 1,67 | 1,57 | 0,73 | 0,73 | 957      |
| Tornada e Salir do Porto                         | 34,83 | 18,27 | 13,08 | 5,26  | 5,65 | 4,33 | 2,17 | 2,32 | 1,93 | 1,01 | 1 292    |
| Vidais                                           | 19,09 | 40,59 | 7,26  | 7,26  | 3,76 | 3,49 | 0,81 | 2,96 | 0,81 | 0,81 | 372      |
| Caldas da Rainha                                 | 27,76 | 25,36 | 11,13 | 7,64  | 5,49 | 4,29 | 2,35 | 2,11 | 1,60 | 1,45 | 15 550   |

### Castanheira de Pêra
| Partido                 | Partido                        | Votos | %               | +/-  |
| ----------------------- | ------------------------------ | ----- | --------------- | ---- |
|                         | Partido Socialista             | 455   | 46,38 / 100,00  | 1,60 |
|                         | Partido Social Democrata       | 212   | 21,61 / 100,00  | -    |
|                         | Bloco de Esquerda              | 82    | 8,36 / 100,00   | 4,92 |
|                         | Pessoas–Animais–Natureza       | 43    | 4,38 / 100,00   | 3,77 |
|                         | CDS – Partido Popular          | 40    | 4,08 / 100,00   | -    |
|                         | Coligação Democrática Unitária | 24    | 2,45 / 100,00   | 3,32 |
|                         | Aliança                        | 17    | 1,73 / 100,00   | Novo |
|                         | Outros (com menos de 1,00%)    | 41    | 4,18 / 100,00   |      |
| Votos Inválidos         | Votos Inválidos                | 67    | 6,83 / 100,00   | 0,05 |
| Total                   | Total                          | 981   | 100,00 / 100,00 |      |
| Eleitorado/Participação | Eleitorado/Participação        | 2 639 | 37,17 / 100,00  | 2,97 |

| Freguesia                      | %     | %     | %    | %    | %    | %    | %    | Votantes |
| Freguesia                      | PS    | PSD   | BE   | PAN  | CDS  | CDU  | A    | Votantes |
| ------------------------------ | ----- | ----- | ---- | ---- | ---- | ---- | ---- | -------- |
| Castanheira de Pera e Coentral | 46,38 | 21,61 | 8,36 | 4,38 | 4,08 | 2,45 | 1,73 | 981      |
| Castanheira de Pera            | 46,38 | 21,61 | 8,36 | 4,38 | 4,08 | 2,45 | 1,73 | 981      |

### Figueiró dos Vinhos
| Partido                 | Partido                        | Votos | %               | +/-  |
| ----------------------- | ------------------------------ | ----- | --------------- | ---- |
|                         | Partido Socialista             | 670   | 35,81 / 100,00  | 3,52 |
|                         | Partido Social Democrata       | 624   | 33,35 / 100,00  | -    |
|                         | Bloco de Esquerda              | 115   | 6,15 / 100,00   | 3,59 |
|                         | CDS – Partido Popular          | 78    | 4,17 / 100,00   | -    |
|                         | Pessoas–Animais–Natureza       | 60    | 3,21 / 100,00   | 2,20 |
|                         | Coligação Democrática Unitária | 33    | 1,76 / 100,00   | 2,03 |
|                         | Aliança                        | 24    | 1,28 / 100,00   | Novo |
|                         | Basta!                         | 21    | 1,12 / 100,00   | 0,24 |
|                         | Outros (com menos de 1,00%)    | 65    | 3,47 / 100,00   |      |
| Votos Inválidos         | Votos Inválidos                | 181   | 9,67 / 100,00   | 0,36 |
| Total                   | Total                          | 1 871 | 100,00 / 100,00 |      |
| Eleitorado/Participação | Eleitorado/Participação        | 5 483 | 34,12 / 100,00  | 3,06 |

| Freguesia                       | %     | %     | %    | %    | %    | %    | %    | %    | Votantes |
| Freguesia                       | PS    | PSD   | BE   | CDS  | PAN  | CDU  | A    | B!   | Votantes |
| ------------------------------- | ----- | ----- | ---- | ---- | ---- | ---- | ---- | ---- | -------- |
| Aguda                           | 32,54 | 34,39 | 7,41 | 6,61 | 1,85 | 1,59 | 0    | 1,85 | 378      |
| Arega                           | 33,84 | 41,83 | 2,66 | 3,42 | 3,04 | 1,14 | 1,14 | 0,76 | 263      |
| Campelo                         | 36,36 | 37,66 | 3,90 | 1,30 | 1,30 | 3,90 | 1,30 | 0    | 77       |
| Figueiró dos Vinhos e Bairradas | 37,29 | 30,79 | 6,68 | 3,73 | 3,82 | 1,82 | 1,73 | 1,04 | 1 153    |
| Figueiró dos Vinhos             | 35,81 | 33,35 | 6,15 | 4,17 | 3,21 | 1,76 | 1,28 | 1,12 | 1 871    |

### Leiria
| Partido                 | Partido                        | Votos   | %               | +/-  |
| ----------------------- | ------------------------------ | ------- | --------------- | ---- |
|                         | Partido Social Democrata       | 12 024  | 28,52 / 100,00  | -    |
|                         | Partido Socialista             | 10 573  | 25,08 / 100,00  | 3,37 |
|                         | Bloco de Esquerda              | 4 044   | 9,59 / 100,00   | 4,82 |
|                         | CDS – Partido Popular          | 3 361   | 7,97 / 100,00   | -    |
|                         | Pessoas–Animais–Natureza       | 2 137   | 5,07 / 100,00   | 3,18 |
|                         | Coligação Democrática Unitária | 1 136   | 2,69 / 100,00   | 3,04 |
|                         | Aliança                        | 1 131   | 2,68 / 100,00   | Novo |
|                         | LIVRE                          | 815     | 1,93 / 100,00   | 0,57 |
|                         | Basta!                         | 620     | 1,47 / 100,00   | 0,41 |
|                         | Nós, Cidadãos!                 | 555     | 1,32 / 100,00   | Novo |
|                         | Outros (com menos de 1,00%)    | 1 254   | 2,97 / 100,00   |      |
| Votos Inválidos         | Votos Inválidos                | 4 513   | 10,70 / 100,00  | 1,18 |
| Total                   | Total                          | 42 163  | 100,00 / 100,00 |      |
| Eleitorado/Participação | Eleitorado/Participação        | 112 917 | 37,34 / 100,00  | 2,74 |

| Freguesia                         | %     | %     | %     | %     | %    | %    | %    | %    | %    | %    | Votantes |
| Freguesia                         | PSD   | PS    | BE    | CDS   | PAN  | CDU  | A    | L    | B!   | NC!  | Votantes |
| --------------------------------- | ----- | ----- | ----- | ----- | ---- | ---- | ---- | ---- | ---- | ---- | -------- |
| Amor                              | 21,47 | 27,97 | 9,05  | 9,05  | 4,86 | 3,52 | 2,39 | 2,47 | 1,42 | 1,12 | 1 337    |
| Arrabal                           | 35,05 | 19,03 | 9,26  | 10,88 | 4,03 | 1,91 | 2,11 | 1,71 | 1,61 | 0,70 | 993      |
| Bajouca                           | 50,87 | 11,59 | 3,71  | 10,54 | 5,56 | 0,81 | 1,51 | 2,09 | 0,46 | 0,70 | 863      |
| Bidoeira de Cima                  | 54,01 | 10,32 | 3,44  | 7,31  | 2,72 | 0,43 | 2,44 | 1,15 | 1,72 | 0,72 | 698      |
| Caranguejeira                     | 47,07 | 15,12 | 5,45  | 7,77  | 4,15 | 0,89 | 1,66 | 0,71 | 1,42 | 0,71 | 1 687    |
| Coimbrão                          | 24,43 | 35,50 | 7,03  | 5,27  | 5,10 | 2,64 | 2,46 | 1,23 | 0,88 | 0,35 | 569      |
| Colmeias e Memória                | 42,14 | 22,19 | 5,01  | 7,51  | 4,15 | 0,78 | 1,81 | 1,30 | 0,95 | 1,12 | 1 158    |
| Leiria, Pousos, Barreira e Cortes | 23,97 | 25,52 | 12,39 | 7,81  | 5,97 | 3,03 | 3,23 | 2,64 | 1,45 | 1,57 | 11 568   |
| Maceira                           | 21,70 | 32,86 | 10,31 | 6,15  | 4,32 | 3,27 | 2,75 | 1,28 | 1,47 | 0,98 | 3 055    |
| Marrazes e Barosa                 | 20,51 | 29,31 | 12,35 | 6,23  | 6,20 | 4,32 | 3,21 | 2,40 | 2,00 | 1,72 | 7 035    |
| Milagres                          | 30,84 | 28,27 | 6,26  | 7,04  | 3,24 | 1,23 | 1,45 | 0,89 | 1,12 | 0,89 | 895      |
| Monte Real e Carvide              | 22,52 | 31,51 | 10,82 | 6,18  | 4,25 | 3,26 | 2,10 | 1,66 | 1,38 | 1,16 | 1 812    |
| Monte Redondo e Carreira          | 29,61 | 27,68 | 5,08  | 9,06  | 4,86 | 3,04 | 1,55 | 1,38 | 0,44 | 0,94 | 1 810    |
| Parceiros e Azoia                 | 24,18 | 27,81 | 12,18 | 6,88  | 5,12 | 2,64 | 2,90 | 2,25 | 0,99 | 1,53 | 2 618    |
| Regueira de Pontes                | 24,51 | 29,45 | 6,28  | 9,42  | 5,08 | 2,39 | 3,59 | 1,20 | 2,99 | 1,05 | 669      |
| Santa Catarina da Serra e Chainça | 49,20 | 13,22 | 3,53  | 10,64 | 3,68 | 0,65 | 2,44 | 1,14 | 0,84 | 0,89 | 2 012    |
| Santa Eufémia e Boa Vista         | 39,58 | 16,69 | 5,42  | 11,69 | 3,66 | 1,76 | 1,62 | 1,13 | 3,45 | 2,25 | 1 420    |
| Souto da Carpalhosa e Ortigosa    | 35,85 | 17,97 | 5,86  | 12,73 | 3,62 | 0,92 | 2,55 | 1,17 | 1,02 | 0,97 | 1 964    |
| Leiria                            | 28,52 | 25,08 | 9,59  | 7,97  | 5,07 | 2,69 | 2,68 | 1,93 | 1,47 | 1,32 | 42 163   |

### Marinha Grande
| Partido                 | Partido                                         | Votos  | %               | +/-   |
| ----------------------- | ----------------------------------------------- | ------ | --------------- | ----- |
|                         | Partido Socialista                              | 3 678  | 31,27 / 100,00  | 3,71  |
|                         | Coligação Democrática Unitária                  | 1 805  | 15,34 / 100,00  | 10,28 |
|                         | Bloco de Esquerda                               | 1 639  | 13,93 / 100,00  | 7,21  |
|                         | Partido Social Democrata                        | 1 383  | 11,76 / 100,00  | -     |
|                         | Pessoas–Animais–Natureza                        | 590    | 5,02 / 100,00   | 3,23  |
|                         | CDS – Partido Popular                           | 419    | 3,56 / 100,00   | -     |
|                         | Aliança                                         | 223    | 1,90 / 100,00   | Novo  |
|                         | LIVRE                                           | 186    | 1,58 / 100,00   | 0,32  |
|                         | Basta!                                          | 179    | 1,52 / 100,00   | 0,74  |
|                         | Nós, Cidadãos!                                  | 157    | 1,33 / 100,00   | Novo  |
|                         | Partido Comunista dos Trabalhadores Portugueses | 120    | 1,02 / 100,00   | 1,27  |
|                         | Outros (com menos de 1,00%)                     | 302    | 2,56 / 100,00   |       |
| Votos Inválidos         | Votos Inválidos                                 | 1 082  | 9,20 / 100,00   | 0,82  |
| Total                   | Total                                           | 11 763 | 100,00 / 100,00 |       |
| Eleitorado/Participação | Eleitorado/Participação                         | 34 146 | 34,45 / 100,00  | 0,44  |

| Freguesia        | %     | %     | %     | %     | %    | %    | %    | %    | %    | %    | %    | Votantes |
| Freguesia        | PS    | CDU   | BE    | PSD   | PAN  | CDS  | A    | L    | B!   | NC!  | PCTP | Votantes |
| ---------------- | ----- | ----- | ----- | ----- | ---- | ---- | ---- | ---- | ---- | ---- | ---- | -------- |
| Marinha Grande   | 30,26 | 16,08 | 14,25 | 11,58 | 5,05 | 3,75 | 2,00 | 1,61 | 1,49 | 1,31 | 1,01 | 9 567    |
| Moita            | 36,83 | 16,74 | 13,39 | 8,93  | 3,79 | 0,67 | 1,12 | 1,56 | 1,79 | 0,67 | 0,67 | 448      |
| Vieira de Leiria | 35,35 | 10,98 | 12,36 | 13,44 | 5,15 | 3,26 | 1,54 | 1,43 | 1,60 | 1,66 | 1,14 | 1 748    |
| Marinha Grande   | 31,27 | 15,34 | 13,93 | 11,76 | 5,02 | 3,56 | 1,90 | 1,58 | 1,52 | 1,33 | 1,02 | 11 763   |

### Nazaré
| Partido                 | Partido                        | Votos  | %               | +/-  |
| ----------------------- | ------------------------------ | ------ | --------------- | ---- |
|                         | Partido Socialista             | 1 342  | 37,82 / 100,00  | 0,17 |
|                         | Partido Social Democrata       | 612    | 17,25 / 100,00  | -    |
|                         | Bloco de Esquerda              | 455    | 12,82 / 100,00  | 6,89 |
|                         | Coligação Democrática Unitária | 281    | 7,92 / 100,00   | 5,20 |
|                         | Pessoas–Animais–Natureza       | 148    | 4,17 / 100,00   | 3,05 |
|                         | CDS – Partido Popular          | 142    | 4,00 / 100,00   | -    |
|                         | Aliança                        | 54     | 1,52 / 100,00   | Novo |
|                         | LIVRE                          | 52     | 1,47 / 100,00   | 0,19 |
|                         | Basta!                         | 49     | 1,38 / 100,00   | 0,84 |
|                         | Outros (com menos de 1,00%)    | 150    | 4,23 / 100,00   |      |
| Votos Inválidos         | Votos Inválidos                | 263    | 7,41 / 100,00   | 0,02 |
| Total                   | Total                          | 3 548  | 100,00 / 100,00 |      |
| Eleitorado/Participação | Eleitorado/Participação        | 14 476 | 24,51 / 100,00  | 1,41 |

| Freguesia         | %     | %     | %     | %     | %    | %    | %    | %    | %    | Votantes |
| Freguesia         | PS    | PSD   | BE    | CDU   | PAN  | CDS  | A    | L    | B!   | Votantes |
| ----------------- | ----- | ----- | ----- | ----- | ---- | ---- | ---- | ---- | ---- | -------- |
| Famalicão         | 35,28 | 23,00 | 11,70 | 4,29  | 2,34 | 6,82 | 0,97 | 1,56 | 1,75 | 513      |
| Nazaré            | 40,57 | 15,86 | 13,05 | 7,05  | 5,21 | 2,86 | 1,75 | 1,34 | 1,48 | 2 169    |
| Valado dos Frades | 32,45 | 17,32 | 12,93 | 12,24 | 2,66 | 5,20 | 1,27 | 1,73 | 0,92 | 866      |
| Nazaré            | 37,82 | 17,25 | 12,82 | 7,92  | 4,17 | 4,00 | 1,52 | 1,47 | 1,38 | 3 548    |

### Óbidos
| Partido                 | Partido                        | Votos  | %               | +/-  |
| ----------------------- | ------------------------------ | ------ | --------------- | ---- |
|                         | Partido Socialista             | 1 148  | 32,66 / 100,00  | 1,70 |
|                         | Partido Social Democrata       | 822    | 23,39 / 100,00  | -    |
|                         | Bloco de Esquerda              | 352    | 10,01 / 100,00  | 5,43 |
|                         | CDS – Partido Popular          | 200    | 5,69 / 100,00   | -    |
|                         | Coligação Democrática Unitária | 184    | 5,23 / 100,00   | 4,28 |
|                         | Pessoas–Animais–Natureza       | 159    | 4,52 / 100,00   | 3,14 |
|                         | Basta!                         | 64     | 1,82 / 100,00   | 0,77 |
|                         | Aliança                        | 62     | 1,76 / 100,00   | Novo |
|                         | LIVRE                          | 56     | 1,59 / 100,00   | 0,83 |
|                         | Outros (com menos de 1,00%)    | 148    | 4,21 / 100,00   |      |
| Votos Inválidos         | Votos Inválidos                | 320    | 9,10 / 100,00   | 0,74 |
| Total                   | Total                          | 3 515  | 100,00 / 100,00 |      |
| Eleitorado/Participação | Eleitorado/Participação        | 10 379 | 33,87 / 100,00  | 2,22 |

| Freguesia                                | %     | %     | %     | %    | %     | %    | %    | %    | %    | Votantes |
| Freguesia                                | PS    | PSD   | BE    | CDS  | CDU   | PAN  | B!   | A    | L    | Votantes |
| ---------------------------------------- | ----- | ----- | ----- | ---- | ----- | ---- | ---- | ---- | ---- | -------- |
| A-dos-Negros                             | 39,66 | 17,89 | 10,34 | 5,39 | 5,60  | 4,09 | 0,65 | 2,59 | 1,51 | 464      |
| Amoreira                                 | 31,45 | 26,50 | 8,48  | 6,01 | 5,30  | 5,65 | 2,12 | 0,35 | 1,77 | 283      |
| Gaeiras                                  | 35,65 | 21,61 | 10,74 | 5,25 | 5,62  | 5,86 | 1,22 | 1,59 | 1,59 | 819      |
| Olho Marinho                             | 29,85 | 21,54 | 7,08  | 2,46 | 11,38 | 4,92 | 0,62 | 3,38 | 2,46 | 325      |
| Santa Maria, São Pedro e Sobral da Lagoa | 33,40 | 19,76 | 11,97 | 6,31 | 4,17  | 4,45 | 2,60 | 1,67 | 1,76 | 1 078    |
| Usseira                                  | 19,26 | 41,89 | 7,09  | 7,09 | 2,36  | 1,69 | 1,35 | 2,36 | 0,34 | 296      |
| Vau                                      | 27,60 | 32,00 | 7,60  | 7,20 | 3,20  | 2,80 | 4,40 | 0    | 1,20 | 250      |
| Óbidos                                   | 32,66 | 23,39 | 10,01 | 5,69 | 5,23  | 4,52 | 1,82 | 1,76 | 1,59 | 3 515    |

### Pedrógão Grande
| Partido                 | Partido                        | Votos | %               | +/-  |
| ----------------------- | ------------------------------ | ----- | --------------- | ---- |
|                         | Partido Social Democrata       | 328   | 33,99 / 100,00  | -    |
|                         | Partido Socialista             | 294   | 30,47 / 100,00  | 5,94 |
|                         | Bloco de Esquerda              | 46    | 4,77 / 100,00   | 2,11 |
|                         | CDS – Partido Popular          | 40    | 4,15 / 100,00   | -    |
|                         | Pessoas–Animais–Natureza       | 35    | 3,63 / 100,00   | 2,74 |
|                         | Basta!                         | 29    | 3,01 / 100,00   | 2,21 |
|                         | Aliança                        | 22    | 2,28 / 100,00   | Novo |
|                         | Coligação Democrática Unitária | 18    | 1,87 / 100,00   | 1,32 |
|                         | Outros (com menos de 1,00%)    | 44    | 4,55 / 100,00   |      |
| Votos Inválidos         | Votos Inválidos                | 109   | 11,29 / 100,00  | 2,69 |
| Total                   | Total                          | 965   | 100,00 / 100,00 |      |
| Eleitorado/Participação | Eleitorado/Participação        | 3 214 | 30,02 / 100,00  | 1,84 |

| Freguesia       | %     | %     | %    | %    | %    | %    | %    | %    | Votantes |
| Freguesia       | PSD   | PS    | BE   | CDS  | PAN  | B!   | A    | CDU  | Votantes |
| --------------- | ----- | ----- | ---- | ---- | ---- | ---- | ---- | ---- | -------- |
| Graça           | 40,68 | 28,25 | 2,82 | 3,95 | 0,56 | 0,56 | 2,82 | 0,56 | 177      |
| Pedrógão Grande | 30,39 | 32,35 | 5,88 | 4,25 | 5,07 | 4,25 | 2,29 | 2,12 | 612      |
| Vila Facaia     | 39,77 | 26,14 | 2,84 | 3,98 | 1,70 | 1,14 | 1,70 | 2,27 | 176      |
| Pedrógão Grande | 33,99 | 30,47 | 4,77 | 4,15 | 3,63 | 3,01 | 2,28 | 1,87 | 965      |

### Peniche
| Partido                 | Partido                        | Votos  | %               | +/-  |
| ----------------------- | ------------------------------ | ------ | --------------- | ---- |
|                         | Partido Socialista             | 2 240  | 32,79 / 100,00  | 2,46 |
|                         | Partido Social Democrata       | 1 425  | 20,86 / 100,00  | -    |
|                         | Bloco de Esquerda              | 680    | 9,95 / 100,00   | 6,09 |
|                         | Coligação Democrática Unitária | 560    | 8,20 / 100,00   | 7,86 |
|                         | Pessoas–Animais–Natureza       | 354    | 5,18 / 100,00   | 3,12 |
|                         | CDS – Partido Popular          | 336    | 4,92 / 100,00   | -    |
|                         | Basta!                         | 148    | 2,17 / 100,00   | 1,35 |
|                         | Aliança                        | 106    | 1,55 / 100,00   | Novo |
|                         | LIVRE                          | 102    | 1,49 / 100,00   | 0,17 |
|                         | Nós, Cidadãos!                 | 72     | 1,05 / 100,00   | Novo |
|                         | Outros (com menos de 1,00%)    | 234    | 3,42 / 100,00   |      |
| Votos Inválidos         | Votos Inválidos                | 575    | 8,42 / 100,00   | 0,23 |
| Total                   | Total                          | 6 832  | 100,00 / 100,00 |      |
| Eleitorado/Participação | Eleitorado/Participação        | 24 410 | 27,99 / 100,00  | 0,16 |

| Freguesia          | %     | %     | %     | %     | %    | %    | %    | %    | %    | %    | Votantes |
| Freguesia          | PS    | PSD   | BE    | CDU   | PAN  | CDS  | B!   | A    | L    | NC!  | Votantes |
| ------------------ | ----- | ----- | ----- | ----- | ---- | ---- | ---- | ---- | ---- | ---- | -------- |
| Atouguia da Baleia | 29,27 | 25,84 | 8,90  | 5,05  | 5,36 | 6,11 | 2,45 | 1,55 | 1,74 | 0,98 | 2 651    |
| Ferrel             | 42,12 | 16,82 | 9,09  | 4,09  | 5,30 | 3,94 | 1,67 | 0,91 | 2,42 | 0,61 | 660      |
| Peniche            | 33,39 | 17,50 | 11,01 | 11,74 | 5,06 | 4,40 | 1,87 | 1,58 | 1,23 | 1,27 | 3 160    |
| Serra d'El-Rei     | 36,29 | 21,05 | 9,97  | 7,76  | 4,71 | 2,49 | 3,60 | 2,49 | 0,28 | 0,55 | 361      |
| Peniche            | 32,79 | 20,86 | 9,95  | 8,20  | 5,18 | 4,92 | 2,17 | 1,55 | 1,49 | 1,05 | 6 832    |

### Pombal
| Partido                 | Partido                        | Votos  | %               | +/-  |
| ----------------------- | ------------------------------ | ------ | --------------- | ---- |
|                         | Partido Social Democrata       | 4 904  | 35,20 / 100,00  | -    |
|                         | Partido Socialista             | 3 395  | 24,37 / 100,00  | 2,85 |
|                         | Bloco de Esquerda              | 1 122  | 8,05 / 100,00   | 5,05 |
|                         | CDS – Partido Popular          | 879    | 6,31 / 100,00   | -    |
|                         | Pessoas–Animais–Natureza       | 604    | 4,34 / 100,00   | 3,14 |
|                         | Coligação Democrática Unitária | 302    | 2,17 / 100,00   | 2,58 |
|                         | Aliança                        | 226    | 1,62 / 100,00   | Novo |
|                         | Basta!                         | 201    | 1,44 / 100,00   | 0,82 |
|                         | LIVRE                          | 185    | 1,33 / 100,00   | 0,48 |
|                         | Outros (com menos de 1,00%)    | 541    | 3,88 / 100,00   |      |
| Votos Inválidos         | Votos Inválidos                | 1 571  | 11,28 / 100,00  | 1,01 |
| Total                   | Total                          | 13 930 | 100,00 / 100,00 |      |
| Eleitorado/Participação | Eleitorado/Participação        | 50 333 | 27,68 / 100,00  | 3,32 |

| Freguesia                                          | %     | %     | %     | %     | %    | %    | %    | %    | %    | Votantes |
| Freguesia                                          | PSD   | PS    | BE    | CDS   | PAN  | CDU  | A    | B!   | L    | Votantes |
| -------------------------------------------------- | ----- | ----- | ----- | ----- | ---- | ---- | ---- | ---- | ---- | -------- |
| Abiul                                              | 51,92 | 16,15 | 6,73  | 5,38  | 1,35 | 1,54 | 3,27 | 1,73 | 0,19 | 520      |
| Almagreira                                         | 39,27 | 24,17 | 4,61  | 9,06  | 4,93 | 1,27 | 1,91 | 1,11 | 1,27 | 629      |
| Carnide                                            | 52,69 | 10,76 | 4,48  | 9,87  | 4,48 | 0,45 | 0,90 | 2,02 | 1,12 | 446      |
| Carriço                                            | 34,08 | 27,03 | 6,94  | 5,66  | 3,74 | 0,64 | 1,28 | 0,53 | 1,39 | 936      |
| Guia, Ilha e Mata Mourisca                         | 41,72 | 22,22 | 5,60  | 6,05  | 5,14 | 1,02 | 1,47 | 0,85 | 1,19 | 1 769    |
| Louriçal                                           | 36,77 | 23,05 | 9,93  | 4,47  | 4,25 | 2,81 | 1,29 | 0,99 | 1,59 | 1 319    |
| Meirinhas                                          | 45,10 | 10,66 | 4,55  | 11,01 | 4,37 | 3,67 | 1,92 | 3,32 | 0,87 | 572      |
| Pelariga                                           | 34,62 | 32,41 | 4,79  | 6,81  | 3,68 | 0,92 | 1,29 | 0,37 | 0,74 | 543      |
| Pombal                                             | 26,85 | 26,88 | 11,49 | 5,53  | 4,92 | 2,66 | 1,91 | 1,89 | 1,60 | 4 178    |
| Redinha                                            | 24,24 | 39,08 | 6,77  | 4,15  | 6,33 | 1,75 | 1,09 | 1,53 | 1,53 | 458      |
| Santiago e S. Simão de Litém e Albergaria dos Doze | 33,87 | 26,27 | 7,68  | 6,72  | 3,62 | 2,66 | 1,11 | 1,62 | 1,18 | 1 355    |
| Vermoil                                            | 39,83 | 21,32 | 5,72  | 7,43  | 3,41 | 3,41 | 1,46 | 1,46 | 1,58 | 821      |
| Vila Cã                                            | 37,76 | 23,70 | 7,55  | 7,55  | 1,82 | 3,65 | 2,08 | 0,52 | 1,04 | 384      |
| Pombal                                             | 35,20 | 24,37 | 8,05  | 6,31  | 4,34 | 2,17 | 1,62 | 1,44 | 1,33 | 13 930   |

### Porto de Mós
| Partido                 | Partido                        | Votos  | %               | +/-  |
| ----------------------- | ------------------------------ | ------ | --------------- | ---- |
|                         | Partido Social Democrata       | 2 356  | 31,31 / 100,00  | -    |
|                         | Partido Socialista             | 1 978  | 26,29 / 100,00  | 1,98 |
|                         | Bloco de Esquerda              | 619    | 8,23 / 100,00   | 4,23 |
|                         | CDS – Partido Popular          | 553    | 7,35 / 100,00   | -    |
|                         | Pessoas–Animais–Natureza       | 285    | 3,79 / 100,00   | 2,50 |
|                         | Coligação Democrática Unitária | 167    | 2,22 / 100,00   | 3,14 |
|                         | Aliança                        | 157    | 2,09 / 100,00   | Novo |
|                         | LIVRE                          | 139    | 1,85 / 100,00   | 0,48 |
|                         | Basta!                         | 106    | 1,41 / 100,00   | 0,70 |
|                         | Outros (com menos de 1,00%)    | 343    | 4,56 / 100,00   |      |
| Votos Inválidos         | Votos Inválidos                | 821    | 10,91 / 100,00  | 0,57 |
| Total                   | Total                          | 7 524  | 100,00 / 100,00 |      |
| Eleitorado/Participação | Eleitorado/Participação        | 20 929 | 35,95 / 100,00  | 1,30 |

| Freguesia          | %     | %     | %     | %     | %    | %    | %    | %    | %    | Votantes |
| Freguesia          | PSD   | PS    | BE    | CDS   | PAN  | CDU  | A    | L    | B!   | Votantes |
| ------------------ | ----- | ----- | ----- | ----- | ---- | ---- | ---- | ---- | ---- | -------- |
| Alqueidão da Serra | 28,28 | 25,66 | 9,74  | 5,26  | 3,25 | 2,94 | 3,40 | 2,47 | 1,39 | 647      |
| Alvados e Alcaria  | 47,17 | 13,52 | 4,09  | 10,69 | 4,40 | 1,57 | 1,26 | 1,57 | 0,94 | 318      |
| Arrimal e Mendiga  | 38,22 | 20,89 | 5,48  | 9,93  | 2,37 | 0,89 | 1,63 | 1,63 | 0,74 | 675      |
| Calvaria de Cima   | 22,03 | 31,72 | 8,66  | 6,90  | 5,43 | 2,94 | 2,50 | 1,47 | 1,62 | 681      |
| Juncal             | 28,57 | 28,77 | 9,32  | 6,18  | 3,75 | 2,23 | 1,82 | 2,43 | 1,62 | 987      |
| Mira de Aire       | 26,04 | 34,18 | 8,14  | 4,88  | 4,43 | 2,98 | 2,80 | 1,08 | 1,63 | 1 106    |
| Pedreiras          | 33,24 | 26,97 | 6,41  | 8,28  | 4,01 | 2,14 | 1,20 | 1,34 | 1,34 | 749      |
| Porto de Mós       | 31,00 | 24,29 | 10,59 | 7,54  | 3,94 | 2,16 | 2,11 | 2,55 | 1,72 | 1 803    |
| São Bento          | 49,61 | 14,57 | 2,76  | 14,57 | 1,18 | 1,57 | 1,57 | 0,39 | 0,79 | 254      |
| Serro Ventoso      | 36,51 | 24,01 | 6,25  | 6,91  | 2,30 | 0,99 | 0,99 | 1,32 | 0,33 | 304      |
| Porto de Mós       | 31,31 | 26,29 | 8,23  | 7,35  | 3,79 | 2,22 | 2,09 | 1,85 | 1,41 | 7 524    |